# 藤井皓玄
藤井 皓玄（ふじい こうげん、生年不明 - 永禄12年8月7日（1569年9月17日））は、日本の戦国武将。16世紀の天文年間に神辺城主山名理興の二番家老を勤め、正霊山城主として高屋城主も兼ねた。

## 生涯

### 家臣時代
井原荘を支配していた守護細川氏や守護代荘（庄）氏の勢力が衰え、かつ同荘が備後との国境にあったため、備後国人衆の勢力に押され支配力が衰弱していった時、井原荘が自衛力を持ち、惣としての代表者に藤井氏を押立てたと思われる。
これについての史料はないが、『神辺城と藤井皓玄』を記した立石定夫は「このあたりを理解しないと、皓玄があれ程の勢力を持ち、又、正霊山城や高屋山城を築いて自分の一族の家城とする事を解釈できない」とする。
弘治3年（1557年）に山名理興が死去した後の神辺城主は、吉川元春が強力に押した、四番家老の杉原盛重に決まった。これに不満を持った皓玄は京都に逼塞した。
ところが、2010年代に木下和司の研究によって従来の通説では山名理興と同一人物であると考えられていた杉原豊後守が、天文21年（1552年）頃に大内氏と通じて山名氏に叛旗を翻して神辺城を奪った理興の重臣であることが判明した。その結果、山名理興はこの時点で没落した可能性が高く、弘治3年に没したのも山名氏・大内氏の没落後に毛利氏に従属していた杉原豊後守であった可能性が高い。
山名理興から杉原豊後守、更に豊後守の庶流と推定されている杉原盛重（木下説による）への神辺城主の交替が事実とすれば、藤井皓玄の逼塞が山名理興の没落の時か、杉原氏内部の当主交代（豊後守から盛重へ）の時かという別の問題が浮上する。

### 反乱と自害
永禄12年（1569年）、織田信長の援助を受けた山中鹿介は山陰を、皓玄は神辺城を襲撃。3月4日、ついに神辺城を落とした。
毛利元就は楢崎豊景、村上亮康らに命じて神辺城を攻撃した。8月、皓玄は敗れて備中国浅口郡に入り、西大島の石砂において自刃した。皓玄の首級は、楢崎豊景の手によって、毛利元就の陣に運ばれた。皓玄の首を得た元就はおおいに喜んだ。

## 親族
皓玄には4人の男子があったといわれ、長男の新助広吉は、勇力の武者で吉備津宮に長さ7尺の野太刀を奉納したことが知られる。永禄12年8月、神辺城の戦いで勇戦し、神辺城に寄せてきた毛利勢を迎かえ撃ち先陣を務めて、楢崎少輔三郎に突かれて討死した。このとき、三男の喜三郎も討死したといわれる。
次男の市之丞広貞は、父皓玄に最後まで付き従ったが、皓玄の戦死後、吉井に立ち帰った。その後に自刃をして果てたと伝えられている。
残る四男の好恒は、合戦のとき10歳にも満たない少年であったことから、成羽の三村親成に預けられていた。のちに、美作国久米郡神月村の小坂氏に預けられた。元服して、小坂信濃守利直と名乗った。この好恒すなわち利直の娘お登久が、備中放浪中の水野勝成と懇ろになり、のちの備後福山藩二代藩主水野勝俊を産む。

## 藤井皓玄を扱った作品
- 藤井茂『藤井皓玄 小説 乱世の舞』文芸社、2005年9月